# Nodobaculariellinae
Nodobaculariellinae es una subfamilia de foraminíferos bentónicos de la familia Fischerinidae, de la superfamilia Nubecularioidea, del suborden Miliolina y del orden Miliolida. Su rango cronoestratigráfico abarca desde el Paleoceno hasta la Actualidad.

## Discusión
Clasificaciones previas incluían a Nodobaculariellinae en la superfamilia Cornuspiroidea.

## Clasificación
Nodobaculariellinae incluye a los siguientes géneros:
- Nodobaculariella
- Vertebralina
- Wiesnerella